# 吉川英治歴史時代文庫
『吉川英治歴史時代文庫』（よしかわえいじ れきしじだいぶんこ）は、講談社文庫より1989年4月から1990年10月にかけて刊行された吉川英治の代表作品集である。現在も版を重ねているシリーズであり、各電子書籍ストアにて電子版も配信されている。
当初は80巻の予定で発刊されたが、補巻として5巻が追加され、全85巻となった。それまでは『吉川英治文庫』が、十数年に渡って出版されていた（本版の巻数はその約半数であり、未収録となった作品も多い）。

## 書誌情報
1. 『剣難女難』講談社〈吉川英治歴史時代文庫 1〉、1990年9月。ISBN 4-06-196501-8。
2. 『鳴門秘帖』 1巻、講談社〈吉川英治歴史時代文庫 2〉、1989年9月。ISBN 4-06-196502-6。
3. 『鳴門秘帖』 2巻、講談社〈吉川英治歴史時代文庫 3〉、1989年9月。ISBN 4-06-196503-4。
4. 『鳴門秘帖』 3巻、講談社〈吉川英治歴史時代文庫 4〉、1989年10月。ISBN 4-06-196504-2。
5. 『江戸三国志』 1巻、講談社〈吉川英治歴史時代文庫 5〉、1990年3月。ISBN 4-06-196505-0。
6. 『江戸三国志』 2巻、講談社〈吉川英治歴史時代文庫 6〉、1990年3月。ISBN 4-06-196506-9。
7. 『江戸三国志』 3巻、講談社〈吉川英治歴史時代文庫 7〉、1990年4月。ISBN 4-06-196507-7。
8. 『かんかん虫は唄う』講談社〈吉川英治歴史時代文庫 8〉、1990年9月。ISBN 4-06-196508-5。
9. 『牢獄の花嫁』講談社〈吉川英治歴史時代文庫 9〉、1990年6月。ISBN 4-06-196509-3。
10. 『松のや露八』講談社〈吉川英治歴史時代文庫 10〉、1990年7月。ISBN 4-06-196510-7。
11. 『親鸞』 1巻、講談社〈吉川英治歴史時代文庫 11〉、1990年8月。ISBN 4-06-196511-5。
12. 『親鸞』 2巻、講談社〈吉川英治歴史時代文庫 12〉、1990年8月。ISBN 4-06-196512-3。
13. 『親鸞』 3巻、講談社〈吉川英治歴史時代文庫 13〉、1990年9月。ISBN 4-06-196513-1。
14. 『宮本武蔵』 1巻、講談社〈吉川英治歴史時代文庫 14〉、1989年11月。ISBN 4-06-196514-X。
15. 『宮本武蔵』 2巻、講談社〈吉川英治歴史時代文庫 15〉、1989年11月。ISBN 4-06-196515-8。
16. 『宮本武蔵』 3巻、講談社〈吉川英治歴史時代文庫 16〉、1989年11月。ISBN 4-06-196516-6。
17. 『宮本武蔵』 4巻、講談社〈吉川英治歴史時代文庫 17〉、1989年12月。ISBN 4-06-196517-4。
18. 『宮本武蔵』 5巻、講談社〈吉川英治歴史時代文庫 18〉、1989年12月。ISBN 4-06-196518-2。
19. 『宮本武蔵』 6巻、講談社〈吉川英治歴史時代文庫 19〉、1990年1月。ISBN 4-06-196519-0。
20. 『宮本武蔵』 7巻、講談社〈吉川英治歴史時代文庫 20〉、1990年1月。ISBN 4-06-196520-4。
21. 『宮本武蔵』 8巻、講談社〈吉川英治歴史時代文庫 21〉、1990年1月。ISBN 4-06-196521-2。
22. 『新書太閤記』 1巻、講談社〈吉川英治歴史時代文庫 22〉、1990年5月。ISBN 4-06-196522-0。
23. 『新書太閤記』 2巻、講談社〈吉川英治歴史時代文庫 23〉、1990年5月。ISBN 4-06-196523-9。
24. 『新書太閤記』 3巻、講談社〈吉川英治歴史時代文庫 24〉、1990年5月。ISBN 4-06-196524-7。
25. 『新書太閤記』 4巻、講談社〈吉川英治歴史時代文庫 25〉、1990年6月。ISBN 4-06-196525-5。
26. 『新書太閤記』 5巻、講談社〈吉川英治歴史時代文庫 26〉、1990年6月。ISBN 4-06-196526-3。
27. 『新書太閤記』 6巻、講談社〈吉川英治歴史時代文庫 27〉、1990年6月。ISBN 4-06-196527-1。
28. 『新書太閤記』 7巻、講談社〈吉川英治歴史時代文庫 28〉、1990年7月。ISBN 4-06-196528-X。
29. 『新書太閤記』 8巻、講談社〈吉川英治歴史時代文庫 29〉、1990年7月。ISBN 4-06-196529-8。
30. 『新書太閤記』 9巻、講談社〈吉川英治歴史時代文庫 30〉、1990年7月。ISBN 4-06-196530-1。
31. 『新書太閤記』 10巻、講談社〈吉川英治歴史時代文庫 31〉、1990年8月。ISBN 4-06-196531-X。
32. 『新書太閤記』 11巻、講談社〈吉川英治歴史時代文庫 32〉、1990年8月。ISBN 4-06-196532-8。
33. 『三国志』 1巻、講談社〈吉川英治歴史時代文庫 33〉、1989年4月。ISBN 4-06-196533-6。
34. 『三国志』 2巻、講談社〈吉川英治歴史時代文庫 34〉、1989年4月。ISBN 4-06-196534-4。
35. 『三国志』 3巻、講談社〈吉川英治歴史時代文庫 35〉、1989年4月。ISBN 4-06-196535-2。
36. 『三国志』 4巻、講談社〈吉川英治歴史時代文庫 36〉、1989年4月。ISBN 4-06-196536-0。
37. 『三国志』 5巻、講談社〈吉川英治歴史時代文庫 37〉、1989年4月。ISBN 4-06-196537-9。
38. 『三国志』 6巻、講談社〈吉川英治歴史時代文庫 38〉、1989年5月。ISBN 4-06-196538-7。
39. 『三国志』 7巻、講談社〈吉川英治歴史時代文庫 39〉、1989年5月。ISBN 4-06-196539-5。
40. 『三国志』 8巻、講談社〈吉川英治歴史時代文庫 40〉、1989年5月。ISBN 4-06-196540-9。
41. 『源頼朝』 1巻、講談社〈吉川英治歴史時代文庫 41〉、1990年2月。ISBN 4-06-196541-7。
42. 『源頼朝』 2巻、講談社〈吉川英治歴史時代文庫 42〉、1990年2月。ISBN 4-06-196542-5。
43. 『上杉謙信』講談社〈吉川英治歴史時代文庫 43〉、1989年10月。ISBN 4-06-196543-3。
44. 『黒田如水』講談社〈吉川英治歴史時代文庫 44〉、1989年11月。ISBN 4-06-196544-1。
45. 『大岡越前』講談社〈吉川英治歴史時代文庫 45〉、1989年8月。ISBN 4-06-196545-X。
46. 『平の将門』講談社〈吉川英治歴史時代文庫 46〉、1989年5月。ISBN 4-06-196546-8。
47. 『新・平家物語』 1巻、講談社〈吉川英治歴史時代文庫 47〉、1989年4月。ISBN 4-06-196547-6。
48. 『新・平家物語』 2巻、講談社〈吉川英治歴史時代文庫 48〉、1989年4月。ISBN 4-06-196548-4。
49. 『新・平家物語』 3巻、講談社〈吉川英治歴史時代文庫 49〉、1989年5月。ISBN 4-06-196549-2。
50. 『新・平家物語』 4巻、講談社〈吉川英治歴史時代文庫 50〉、1989年5月。ISBN 4-06-196550-6。
51. 『新・平家物語』 5巻、講談社〈吉川英治歴史時代文庫 51〉、1989年6月。ISBN 4-06-196551-4。
52. 『新・平家物語』 6巻、講談社〈吉川英治歴史時代文庫 52〉、1989年6月。ISBN 4-06-196552-2。
53. 『新・平家物語』 7巻、講談社〈吉川英治歴史時代文庫 53〉、1989年6月。ISBN 4-06-196553-0。
54. 『新・平家物語』 8巻、講談社〈吉川英治歴史時代文庫 54〉、1989年7月。ISBN 4-06-196554-9。
55. 『新・平家物語』 9巻、講談社〈吉川英治歴史時代文庫 55〉、1989年7月。ISBN 4-06-196555-7。
56. 『新・平家物語』 10巻、講談社〈吉川英治歴史時代文庫 56〉、1989年8月。ISBN 4-06-196556-5。
57. 『新・平家物語』 11巻、講談社〈吉川英治歴史時代文庫 57〉、1989年8月。ISBN 4-06-196557-3。
58. 『新・平家物語』 12巻、講談社〈吉川英治歴史時代文庫 58〉、1989年8月。ISBN 4-06-196558-1。
59. 『新・平家物語』 13巻、講談社〈吉川英治歴史時代文庫 59〉、1989年9月。ISBN 4-06-196559-X。
60. 『新・平家物語』 14巻、講談社〈吉川英治歴史時代文庫 60〉、1989年9月。ISBN 4-06-196560-3。
61. 『新・平家物語』 15巻、講談社〈吉川英治歴史時代文庫 61〉、1989年10月。ISBN 4-06-196561-1。
62. 『新・平家物語』 16巻、講談社〈吉川英治歴史時代文庫 62〉、1989年10月。ISBN 4-06-196562-X。
63. 『私本太平記』 1巻、講談社〈吉川英治歴史時代文庫 63〉、1990年2月。ISBN 4-06-196563-8。
64. 『私本太平記』 2巻、講談社〈吉川英治歴史時代文庫 64〉、1990年2月。ISBN 4-06-196564-6。
65. 『私本太平記』 3巻、講談社〈吉川英治歴史時代文庫 65〉、1990年3月。ISBN 4-06-196565-4。
66. 『私本太平記』 4巻、講談社〈吉川英治歴史時代文庫 66〉、1990年3月。ISBN 4-06-196566-2。
67. 『私本太平記』 5巻、講談社〈吉川英治歴史時代文庫 67〉、1990年4月。ISBN 4-06-196567-0。
68. 『私本太平記』 6巻、講談社〈吉川英治歴史時代文庫 68〉、1990年4月。ISBN 4-06-196568-9。
69. 『私本太平記』 7巻、講談社〈吉川英治歴史時代文庫 69〉、1990年4月。ISBN 4-06-196569-7。
70. 『私本太平記』 8巻、講談社〈吉川英治歴史時代文庫 70〉、1990年5月。ISBN 4-06-196570-0。
71. 『新・水滸伝』 1巻、講談社〈吉川英治歴史時代文庫 71〉、1989年6月。ISBN 4-06-196571-9。
72. 『新・水滸伝』 2巻、講談社〈吉川英治歴史時代文庫 72〉、1989年6月。ISBN 4-06-196572-7。
73. 『新・水滸伝』 3巻、講談社〈吉川英治歴史時代文庫 73〉、1989年7月。ISBN 4-06-196573-5。
74. 『新・水滸伝』 4巻、講談社〈吉川英治歴史時代文庫 74〉、1989年7月。ISBN 4-06-196574-3。
75. 『治郎吉格子』講談社〈吉川英治歴史時代文庫 75 名作短編集 1〉、1990年9月。ISBN 4-06-196575-1。
76. 『柳生月影抄』講談社〈吉川英治歴史時代文庫 76 名作短編集 2〉、1990年9月。ISBN 4-06-196576-X。
77. 『忘れ残りの記』講談社〈吉川英治歴史時代文庫 77〉、1989年4月。ISBN 4-06-196577-8。 - 自筆年譜：pp.325-345。
78. 『神州天馬侠』 1巻、講談社〈吉川英治歴史時代文庫 78〉、1989年12月。ISBN 4-06-196578-6。
79. 『神州天馬侠』 2巻、講談社〈吉川英治歴史時代文庫 79〉、1989年12月。ISBN 4-06-196579-4。
80. 『神州天馬侠』 3巻、講談社〈吉川英治歴史時代文庫 80〉、1990年1月。ISBN 4-06-196580-8。
81. 『新編忠臣蔵』 1巻、講談社〈吉川英治歴史時代文庫 補1〉、1990年10月。ISBN 4-06-196581-6。
82. 『新編忠臣蔵』 2巻、講談社〈吉川英治歴史時代文庫 補2〉、1990年10月。ISBN 4-06-196582-4。
83. 『梅里先生行状記』講談社〈吉川英治歴史時代文庫 補3〉、1990年10月。ISBN 4-06-196583-2。
84. 『随筆新平家』講談社〈吉川英治歴史時代文庫 補4〉、1990年10月。ISBN 4-06-196584-0。
85. 『随筆私本太平記』講談社〈吉川英治歴史時代文庫 補5〉、1990年10月。ISBN 4-06-196585-9。